# Arondismentul Villefranche-de-Rouergue
Arondismentul Villefranche-de-Rouergue (în franceză Arrondissement de Villefranche-de-Rouergue) este un arondisment din departamentul Aveyron, regiunea Midi-Pyrénées, Franța.

## Subdiviziuni

### Cantoane
- Cantonul Aubin
- Cantonul Capdenac-Gare
- Cantonul Decazeville
- Cantonul Montbazens
- Cantonul Najac
- Cantonul Rieupeyroux
- Cantonul Villefranche-de-Rouergue
- Cantonul Villeneuve

### Comune
| 1. Les Albres (12003)            | 2. Almont-les-Junies (12004)         | 3. Ambeyrac (12007)            | 4. Asprières (12012)             |
| 5. Aubin (12013)                 | 6. Balaguier-d'Olt (12018)           | 7. La Bastide-l'Évêque (12021) | 8. Boisse-Penchot (12028)        |
| 9. Bor-et-Bar (12029)            | 10. Bouillac (12030)                 | 11. Brandonnet (12034)         | 12. Capdenac-Gare (12052)        |
| 13. La Capelle-Balaguier (12053) | 14. La Capelle-Bleys (12054)         | 15. Causse-et-Diège (12257)    | 16. Compolibat (12071)           |
| 17. Cransac (12083)              | 18. Decazeville (12089)              | 19. Drulhe (12091)             | 20. Firmi (12100)                |
| 21. Flagnac (12101)              | 22. Foissac (12104)                  | 23. La Fouillade (12105)       | 24. Galgan (12108)               |
| 25. Lanuéjouls (12121)           | 26. Livinhac-le-Haut (12130)         | 27. Lugan (12134)              | 28. Lunac (12135)                |
| 29. Maleville (12136)            | 30. Martiel (12140)                  | 31. Montbazens (12148)         | 32. Monteils (12150)             |
| 33. Montsalès (12158)            | 34. Morlhon-le-Haut (12159)          | 35. Najac (12167)              | 36. Naussac (12170)              |
| 37. Ols-et-Rinhodes (12175)      | 38. Peyrusse-le-Roc (12181)          | 39. Privezac (12191)           | 40. Prévinquières (12190)        |
| 41. Rieupeyroux (12198)          | 42. La Rouquette (12205)             | 43. Roussennac (12206)         | 44. Saint-André-de-Najac (12210) |
| 45. Saint-Igest (12227)          | 46. Saint-Parthem (12240)            | 47. Saint-Rémy (12242)         | 48. Saint-Salvadou (12245)       |
| 49. Saint-Santin (12246)         | 50. Sainte-Croix (12217)             | 51. Salles-Courbatiès (12252)  | 52. Salvagnac-Cajarc (12256)     |
| 53. Sanvensa (12259)             | 54. Saujac (12261)                   | 55. Savignac (12263)           | 56. Sonnac (12272)               |
| 57. Toulonjac (12281)            | 58. Vabre-Tizac (12285)              | 59. Vailhourles (12287)        | 60. Valzergues (12289)           |
| 61. Vaureilles (12290)           | 62. Villefranche-de-Rouergue (12300) | 63. Villeneuve (12301)         | 64. Viviez (12305)               |